# Campionati mondiali di tiro a volo 1961
I campionati mondiali di tiro 1961 furono la decima edizione dei campionati mondiali di questo sport e si disputarono a Oslo.

## Risultati

### Uomini

#### Fossa olimpica
| Evento      | Oro              | Oro       | Argento            | Argento   | Bronzo         | Bronzo    |
| Evento      | Atleta           | Risultato | Atleta             | Risultato | Atleta         | Risultato |
| Individuale | Ennio Mattarelli | 296       | Francis Eisenlauer | 296       | Ion Dumitrescu | 295       |

#### Skeet
| Evento      | Oro                  | Oro       | Argento         | Argento   | Bronzo          | Bronzo    |
| Evento      | Atleta               | Risultato | Atleta          | Risultato | Atleta          | Risultato |
| Individuale | Carlos Plaza Márquez | 199       | Bernard Hartman | 198       | Nikolái Durniev | 197       |

## Medagliere
Nazione ospitante
| Posiz. | Nazione          | Oro | Argento | Bronzo | Totale |
| ------ | ---------------- | --- | ------- | ------ | ------ |
| 1      | Italia           | 1   | 0       | 0      | 1      |
| 1      | Venezuela        | 1   | 0       | 0      | 1      |
| 3      | Stati Uniti      | 0   | 1       | 0      | 1      |
| 3      | Canada           | 0   | 1       | 0      | 1      |
| 5      | Romania          | 0   | 0       | 1      | 1      |
| 5      | Unione Sovietica | 0   | 0       | 1      | 1      |